# Championnat du Salvador de football 1954-1955
Navigation
Saison précédente Saison suivante
La Primera División 1954-1955 est la sixième édition de la première division salvadorienne.
Lors de ce tournoi, le Club Deportivo FAS a tenté de conserver son titre de champion du Salvador face aux neuf meilleurs clubs salvadoriens.
Chacun des dix clubs participant était confronté deux fois aux neuf autres équipes.

## Les 10 clubs participants
| \| San Salvador : Leones CD Atlético Marte CD Dragon Club Deportivo FAS CD Santa Anita CD Independiente CD Juventud Olímpica San Salvador CD Luis Ángel Firpo San Salvador Once Municipal Club Deportivo FAS CD Santa Anita \| Localisation des clubs engagés dans le championnat. |
| San Salvador : Leones CD Atlético Marte CD Dragon Club Deportivo FAS CD Santa Anita CD Independiente CD Juventud Olímpica San Salvador CD Luis Ángel Firpo San Salvador Once Municipal Club Deportivo FAS CD Santa Anita                                                           |

| Club                 | Stade                        | Capacité          | Ville          |
| Asturias Municipal   | Stade inconnu                | Capacité inconnue | Ville inconnue |
| CD Dragon            | Stade Juan Francisco Barraza | 10 000            | San Miguel     |
| Club Deportivo FAS   | Stade Oscar Quiteño          | 15 000            | Santa Ana      |
| CD Independiente     | Stade inconnu                | Capicité inconnue | San Vicente    |
| CD Juventud Olímpica | Stade Ana Mercedez           | 8 000             | Sonsonate      |
| Leones (en)          | Stade inconnu                | Capacité inconnue | San Salvador   |
| CD Luis Ángel Firpo  | Stade Sergio Torres          | 5 000             | Usulután       |
| CD Atlético Marte    | Stade Cuscatlán              | 45 925            | San Salvador   |
| Once Municipal       | Stade Simeón Magaña          | 5 000             | Ahuachapán     |
| CD Santa Anita       | Stade inconnu                | Capacité inconnue | Santa Ana      |

## Compétition
Les dix équipes affrontent à deux reprises les neuf autres équipes selon un calendrier tiré aléatoirement.
Le classement est établi sur l'ancien barème de points (victoire à 2 points, match nul à 1, défaite à 0).
Le départage final se fait selon les critères suivants :
- Le nombre de points.
- Un match d'appui pour départager les équipes si le titre ou la relégation est en jeu.
- La différence de buts générale.

### Classement
| Rang | Équipe                   | Pts | J  | G  | N | P  | Bp | Bc | Diff |
| ---- | ------------------------ | --- | -- | -- | - | -- | -- | -- | ---- |
| 1    | CD Atlético Marte        | 30  | 18 | 14 | 2 | 2  | 51 | 25 | +26  |
| 2    | CD Dragon                | 24  | 18 | 11 | 2 | 5  | 50 | 31 | +19  |
| 3    | Once Municipal           | 22  | 18 | 8  | 6 | 4  | 34 | 25 | +9   |
| 4    | CD Santa Anita           | 21  | 18 | 10 | 1 | 7  | 40 | 25 | +15  |
| 5    | CD Independiente         | 15  | 18 | 6  | 3 | 9  | 24 | 33 | -9   |
| 6    | CD Luis Ángel Firpo      | 14  | 18 | 6  | 2 | 10 | 29 | 29 | 0    |
| 7    | Club Deportivo FAS (T)   | 14  | 18 | 5  | 4 | 9  | 31 | 35 | -4   |
| 8    | Leones (en)              | 14  | 18 | 6  | 2 | 10 | 29 | 49 | -20  |
| 9    | CD Juventud Olímpica (P) | 13  | 18 | 6  | 1 | 11 | 31 | 45 | -14  |
| 10   | Asturias Municipal (P)   | 13  | 18 | 5  | 3 | 10 | 25 | 47 | -22  |

| Légende : Qualifications et relégations | Légende : Qualifications et relégations                  |
| --------------------------------------- | -------------------------------------------------------- |
|                                         | Relégué en Segunda División                              |
|                                         | (T) : Tenant du titre (P) : Promu de la saison 1953-1954 |

## Bilan du tournoi
| Tableau d'Honneur          |                   |
| Compétition                | Vainqueur         |
| Primera División 1954-1955 | CD Atlético Marte |

| Promotions et relégations   |                        |
| Relégué en Segunda División | Asturias Municipal     |
| Promu de Segunda División   | Atlante San Alejo (en) |